# Cariri Oriental
Cariri Oriental is een van de 23 microregio's van de Braziliaanse deelstaat Paraíba. Zij ligt in de mesoregio Borborema en grenst aan de microregio's Cariri Ocidental, Seridó Oriental, Curimataú Ocidental, Campina Grande, Umbuzeiro, Alto Capibaribe (PE) en Vale do Ipojuca (PE). De microregio heeft een oppervlakte van ca. 4.242 km². In 2006 werd het inwoneraantal geschat op 61.388.
Twaalf gemeenten behoren tot deze microregio:
- Alcantil
- Barra de Santana
- Barra de São Miguel
- Boqueirão
- Cabaceiras
- Caraúbas
- Caturité
- Gurjão
- Riacho de Santo Antônio
- Santo André
- São Domingos do Cariri
- São João do Cariri

Mesoregio's: Agreste Paraibano · Borborema · Mata Paraibana · Sertão Paraibano

Microregio's: Brejo Paraibano · Cajazeiras · Campina Grande · Cariri Ocidental · Cariri Oriental · Catolé do Rocha · Curimataú Ocidental · Curimataú Oriental · Esperança · Guarabira · Itabaiana · Itaporanga · João Pessoa · Litoral Norte · Litoral Sul · Patos · Piancó · Sapé · Seridó Ocidental · Seridó Oriental · Serra do Teixeira · Sousa · Umbuzeiro